# Автострада R1 (Словаччина)
Автострада R1 — швидкісна дорога (словац. rýchlostná cesta) у Словаччині. Починається поблизу Трнави і закінчується в Ружомберок. Проходить через Середь, Нітру, Златі Моравці, Гронський Бенадік, Нову Баню, Жарновицю, Жяр над Гроном, Зволен і Банська Бистриця.
Попереднє часткове позначення цього маршруту було D65.
Наразі діє безперервна ділянка між Трнавою та об’їздом Банської Бистриці. Ділянку сполучення з Ружомберком і назад до автомагістралі D1 планується з 2008 року. Обидві частини, Нітра - Хронський Бенядік та об’їзна дорога Банської Бистриці були побудовані та експлуатуються в рамках проекту державно-приватного партнерства, на відміну від решти словацької мережі автомагістралей та швидкісних доріг.

## Дивись також
- Автошляхи Словаччини
- Дорога з регульованим проїздом
- Транспорт в Словаччині